# NGC 1882
NGC 1882 је расејано звездано јато у сазвежђу Златна риба које се налази на NGC листи објеката дубоког неба.
Деклинација објекта је - 66° 7' 47" а ректасцензија 5h 15m 33,4s. Привидна величина (магнитуда) објекта NGC 1882 износи 12,3 а фотографска магнитуда 12,4. NGC 1882 је још познат и под ознакама ESO 85-SC57.